# Fritz Schmidt (Zoologe)

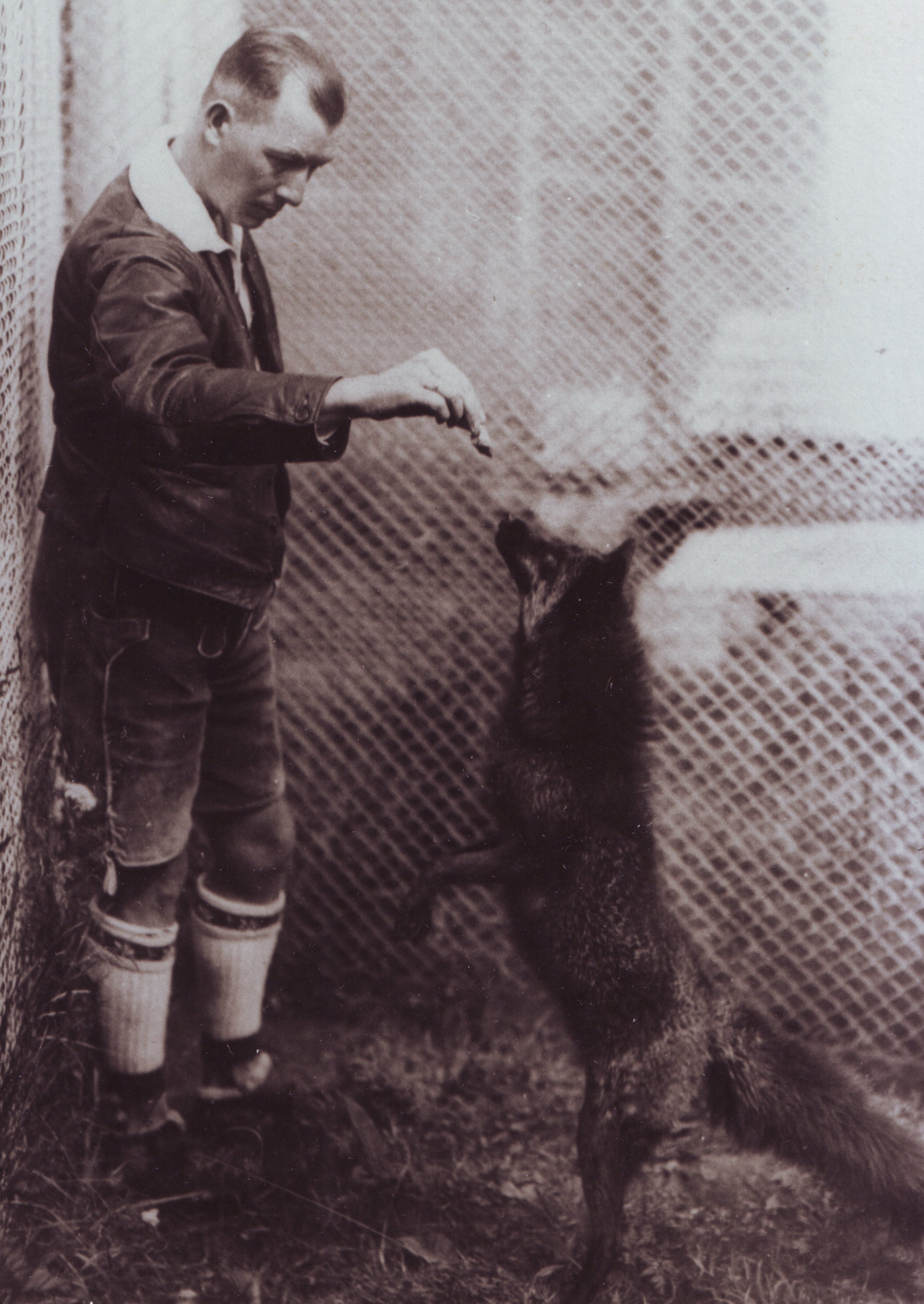
Fritz Schmidt mit einem der ersten Füchse der Silberfuchsfarm Hirschegg-Riezlern

Fritz Schmidt (* 12. Juli 1892 in Thüringen; † 27. Februar 1986 in Bremen) war ein deutscher Zoologe, der sich besonders mit den Fachgebieten der pelztragenden Tiere beschäftigte. In der Pelztierzucht war er aktiv tätig, er galt als einer der prominentesten Experten der Zucht von Pelztieren.

## Biografie
Fritz Schmidt wurde 1892 in einem Thüringer Pfarrhaus geboren und verlebte seine Jugend auf dem Land. Er besuchte das humanistische Gymnasium in Weimar. Anschließend studierte er Naturwissenschaften an der Universität in Berlin, wo er im Sommersemester 1914 das ärztliche Vorexamen ablegte.
Von 1910 bis 1914 absolvierte er eine Ausbildung zum Militär-Veterinär an der Tierärztlichen Hochschule Berlin. Im Ersten Weltkrieg diente er als Feldhilfs- und Bataillonsarzt in einem Infanterieregiment, 1920 schied er als Oberveterinär aus dem Heer aus. Nach dem Krieg widmete er sich ganz der Naturwissenschaft, er nahm das Studium wieder auf, das er im Jahr 1921 mit der Promotion zum Dr. phil., Hauptfach Zoologie, abschloss.
Im Verlag F. A. Brockhaus, wo er sich an der Gestaltung des Handbuches des Wissens und anderer großer Werke beteiligte, war er als Schriftleiter für Zoologie und Medizin tätig. Nach seiner Verlagstätigkeit, angeregt durch seine Kenntnis aus amerikanischen Zeitschriften von der in Kanada und in den USA aufkommenden Pelztierzucht, folgte er dann, wie er in seinem Lebenslauf schrieb, seiner „eigentlichen Neigung, der Haltung und der Zucht von Wildtieren“. Seit 1924 leitete er die Zucht der 1922 von der Deutschen Versuchszüchterei edler Pelztiere, Leipzig G.m.b.H. & Co. in Betrieb genommenen Silberfuchsfarm in Hirschegg-Riezlern im Allgäu, in der Nähe von Oberstdorf gelegen. Sie war die erste mitteleuropäische Silberfuchsfarm. Die Pelztierzucht war zu der Zeit in Deutschland noch kaum eingeführt, auch gab es keine Lehrbücher zu dem Themenkreis. Fritz Schmidt veröffentlichte seine Erfahrungen und Erkenntnisse regelmäßig in der seit 1925 herausgegebenen Fachzeitschrift „Die Pelztierzucht“.
Zu den Gesellschaftern der Deutschen Versuchszüchterei edler Pelztiere gehörten prominente Leipziger Rauchwarenfirmen. Im Jahr 1927 nahm die Besitzerin der Farm Verbindung zur Sowjetunion auf und lieferte das für die dortige Zucht notwendige Zuchtmaterial. Im Januar 1928 wurde Schmidt in die Sowjetunion delegiert. Dort richtete er als Erstes für den deutschen Unternehmer Rosen die heute noch im Ort Schirschinski (ru:Ширшинский) in Nachfolge bestehende Schirschensche Zuchtfarm ein. Im Jahr darauf, 1929, übernahm Schmidt die wissenschaftliche Leitung der staatlichen russischen Zoofarm Puschkino, 30 km nordöstlich von Moskau gelegen, die er sechseinhalb Jahre lang betreute. Sie war die zentrale russische Lehrstelle und der Ausbildungsbetrieb für die Pelztierzucht, zugleich verbunden mit einer großen Zuchtfarm zur Belieferung mit hochwertigen Zuchttieren an andere neu errichtete Betriebe, sowie einer umfassenden Versuchsfarm. Ein erhebliches Aufgabengebiet war die wissenschaftliche Forschungsarbeit, die auf zahlreichen Gebieten und in enger Zusammenarbeit unter der Leitung einer Reihe von Moskauer Universitätsinstituten vorgenommen wurde.
In Puschkino gelang es ihm als Ersten, Zobel systematisch zu züchten. Weitere Zuchterfolge hatte er dort beim Marderhund, dem Kolinsky, dem Steppeniltis und diversen anderen Pelztieren. Im Jahr 1934 war der Aufbau der Farm im Wesentlichen beendet und Schmidt kehrte nach Deutschland zurück. Die staatliche Pelzhandelsgesellschaft Sojuzpushnina verabschiedete ihn mit einem Festbankett.
Aus Russland zurück in Deutschland übernahm er die Zuchtleitung der GEZ – Gemeinsame Edelpelztier-Zucht Betriebsgesellschaft m. b. H. mit Sitz in Berlin. In dieser Eigenschaft baute er große Farmen in Zechendorf/Westpreußen (Czechy), Plau/Mecklenburg (Pelztierfarm Appelburg) und Königs Wusterhausen/Uckermark auf. Die Farmen in Zechendorf und Plau waren damals die größten Pelztierzuchtbetriebe in Europa.
Im Jahr 1929 heiratete er Hildegard Binder. Im Zuge der Neuordnung der deutschen Pelztierzucht mit der Machtübernahme durch die Nationalsozialisten bekam er das Amt des Zuchtleiters bei der WDP – Wirtschaftsgenossenschaft deutscher Pelztierzüchter, Frankfurt am Main. Zu seinen Aufgaben gehörten der Besuch und die Beratung der einzelnen Farmen, auch, um dort für eine einheitliche Ausrichtung des Zuchtzieles zu sorgen.
Im Jahr 1939 betraute die Deutsche Forstbehörde Schmidt mit der wissenschaftlichen Leitung der Forschungsstätte Deutsches Wild in der Schorfheide, nahe Johannistal. Seine Aufgabe war es, neben größerem Wild, unter anderem Wildkatzen, Biber, Fischottern, Marder und andere Tierarten zu züchten, deren Nachzucht für geplante Naturschutzparks und Wildgehege bestimmt war. Im Laufe des Krieges wurden diese Pläne jedoch beendet.
Nach Ausbruch des Zweiten Weltkriegs war er Einsatzführer der neugegründeten RIAG – Rauchwaren-Interessen A. G. Zu seinen Aufgaben gehörte die Betreuung der im besetzten Ostraum vorhandenen Pelztierfarmen in den baltischen Provinzen, in der Ukraine und in Polen.
Nach dem Zweiten Weltkrieg war wieder als Berater für die deutsche Pelztierzucht tätig, bis ihn die Wirtschaftsgenossenschaft Deutscher Pelztierzüchter in Frankfurt am Main zu ihrem Zuchtleiter bestellte. Bis Ende der 1960er Jahre beriet er die deutschen Pelztierzüchter. Seine zahlreichen Veröffentlichungen erschienen jetzt vor allem in den Fachzeitschriften Der deutsche Pelztierzüchter (F. C. Mayer), München, wo er Schriftleiter war, und in Das Pelzgewerbe (Hermelin-Verlag, Paul Schöps), Berlin und Leipzig.
Kurz vor seinem 70. Lebensjahr schied er aus der praktischen Tätigkeit aus. Als Richter auf Tierschauen, Leiter von Kursen, Mitglied der Prüfungskommission für Pelztierzuchtgehilfen und -meister und als Lektor der Zeitschrift des Deutschen Pelztierzüchters war er jedoch weiter tätig. Sein letztes und umfangreichstes Werk war „Das Buch von den Pelztieren und Pelzen“, das im Jahr 1970 erschien.

## Auszeichnungen
In dem Schrifttum des sowjetischen Russlands fand der Erfolg Schmidts in der Entwicklung der Pelztierzucht lange Zeit keinerlei Erwähnung: „Daß ich als Ausländer das Problem der Zobelzucht gelöst habe, hat natürlich so manchem nationalbewußten Russen nicht so recht gepaßt, aber man mußte diese Tatsachen wohl oder übel akzeptieren. […] Das ist wohl allen deutschen Experten so ergangen, die in Rußland bis zum II. Weltkrieg gearbeitet haben.“ Desto mehr erfreute es ihn, als in dem Sonderheft zum 35-jährigen Jubiläum der Puschkinski-Sowchos auf seine Tätigkeit hingewiesen wurde.
Die Chinchillazüchter würdigten seine Arbeit, indem sie ihn zum Ehrenvorsitzenden des Zuchtausschusses der deutschen Chinchillazüchterverbände – ADCV  und des Landesverbandes nordwestdeutscher Chinchillazüchter ernannten. Der Zentralverband Deutscher Pelztierzüchter e. V. verlieh ihm sein goldenes Ehrenzeichen. Aus der Pelzbranche erhielt er 1970 die Auszeichnung der „Goldenen Pelzmotte“.

## Werke
- 1938 Der Silberfuchs und seine Zucht. München
- 1943 Zur Naturgeschichte des Baum- und des Steinmarders. Mit vergleichenden Betrachtungen ihrer nächsten Verwandten, besonders des sibirischen Zobels und des amerikanischen Fichtenmarders. Schöps, Leipzig
- 1949 Das Buch von den Pelztieren und Pelzen. F. C. Mayer Verlag, München 1970
- 1951 Die Marder und ihre Zucht. (Beiträge zur Tierkunde und Tierzucht, Bd. 4), Schöps, Leipzig
- 1961 Grundriß der Nerzzucht, München

Aufsätze (Auswahl)
- 1925 Das Wurfergebnis in der Silberfuchsfarm Hirschegg-Riezlern. In: Die Pelztierzucht, 1925, Heft 1–2
- 1948 Unbekanntes vom bekannten Feldhasen. In: Wild und Hund. 51. Jg., Juli 1948 S. 145–146

- 1950, 1955 Vom Schicksal des europäischen Bibers. In: 1) Das Pelzgewerbe, Beilage zu Hermelin, Illustrierte Zeitschrift für Pelz und Mode, Heft 9/10, Leipzig und Berlin 1950, S. 1–7. --- 2) Wild und Hund, 58. Jg., 1955/56, S. 21–23
- 1955  Wiedereinbürgerung und Weiterverbreitung von Pelztieren. In: Wild und Hund, 58. Jg. 1955/56, S. 163–164
- 1956 Die Pelztierzucht. In: Der Kürschner, 2. Auflage, Verlag J. P. Bachem, Köln, S. 259–265

- Eigene Artikel in Das Pelzgewerbe,

darüber hinaus seit etwa 1950 bis etwa 1961, zusammen mit dem Verleger Paul Schöps und anderen, Mitarbeit an allen redaktionellen Beiträgen zu Themen der Zoologie und Pelztierzucht:
- - 1951 Mutationen in der Nerzzucht, Heft 3; Über den Haarwechsel der Pelztiere, Heft 6
  - 1952 Zur Qualität der Farmfelle – Silberfuchs und Nerz, Zur Qualität der Farmfelle – Nutria. Heft 5; Die Entwicklung der Chinchillazucht, Heft 6
  - 1953 Pelz-Forschung – Die Pelzentwicklung bei Farmtieren, Heft 1/2; Vom Wesen der Mutation. Heft 3/4; Vom Silberbisam und seinem Träger, dem Desman, Heft 5/6
  - 1955 Neue Wege zur Fellproduktion, Heft 6; Marderhunde (Seefüchse) in Ost-Europa, Heft 1
  - 1956 Das Töten von Farmpelztieren, Heft 4
  - 1957 Die Zucht des Nerzes, Heft 1 und 3; Wurfstärke und Zitzenzahl, Heft 5
  - 1959 Bau und Anlage des Haares, Heft 5; Zur Fortpflanzung der Marderarten, echte Marder, Heft 2; Zur Fortpflanzung der Marderarten, Nerz-Iltis, Heft 6; Die Körperlängen der Pelztiere (mit Schöps): Die Körperlängen der Marderarten, Heft 3, Die Fuchsarten, Heft 6
  - 1960 Der Aufbau des Pelzfelles, Heft 2; Zur Fortpflanzung des Fischotters, Heft 3; Die Lebensgewohnheiten des echten Marders, Heft 4; Zur Fortpflanzung der Füchse, Heft 6
  - 1961 Zur Fortpflanzung der Chinchilla, Heft 2